# Dreifelden
Dreifelden là một đô thị thuộc một ‘‘Verbandsgemeinde’’ - ở huyện Westerwald trong bang Rheinland-Pfalz, Đức. Đô thị Dreifelden có diện tích 5,1 km². 
Phía nam giáp với Verbandsgemeinde Hachenburg. Năm 1319, Dreifelden được nhắc đến lần đầu trong tài liệu.
Ở trung tâm đô thị này là nhà thờ Threebend, nhà thờ đá cổ nhất Westerwald. 

## Liên kết ngoài

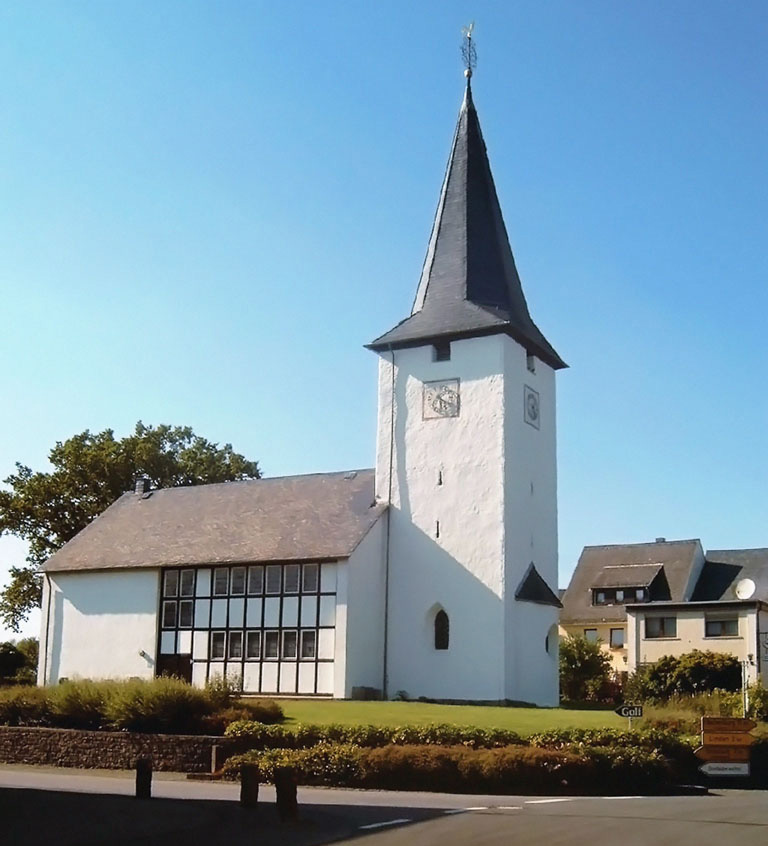
Nhà thờ ở Dreifelden
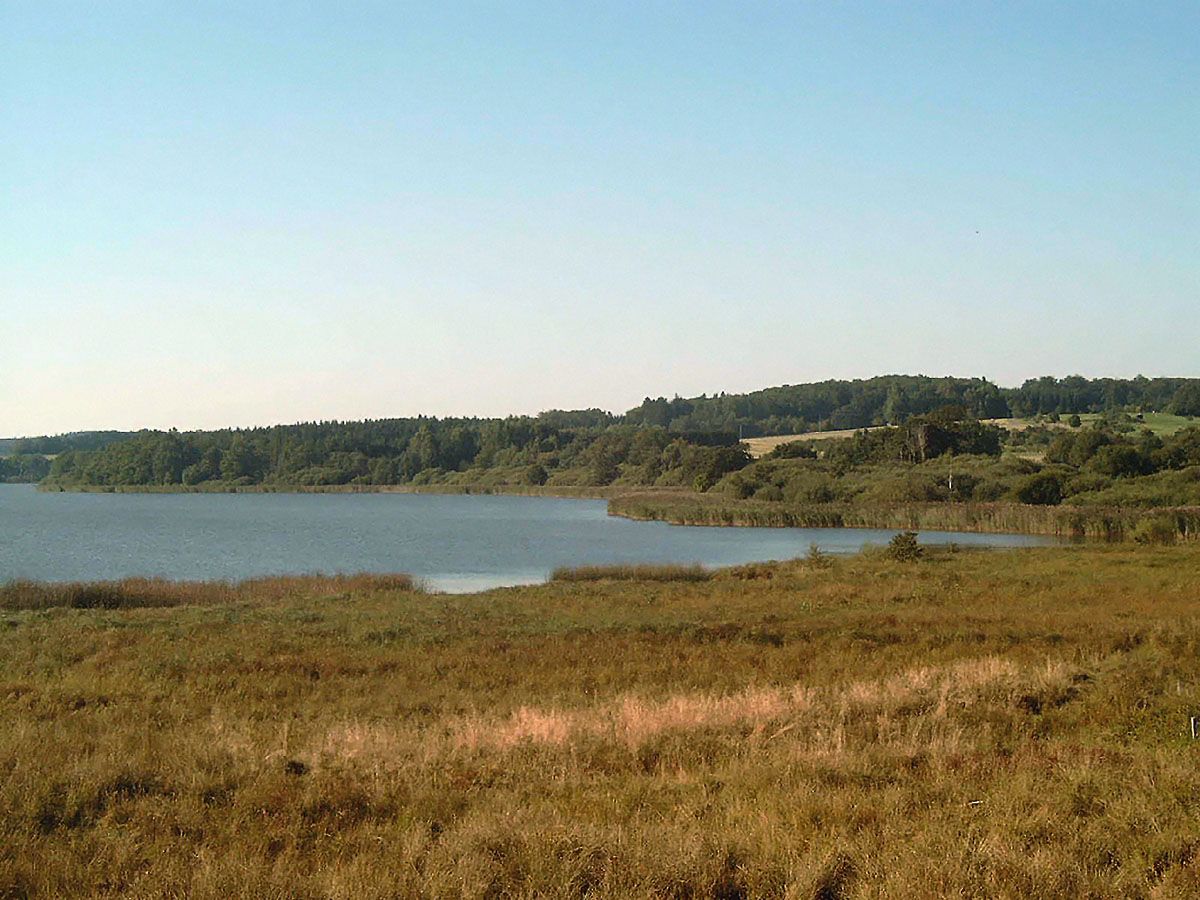
Dreifelder Weiher
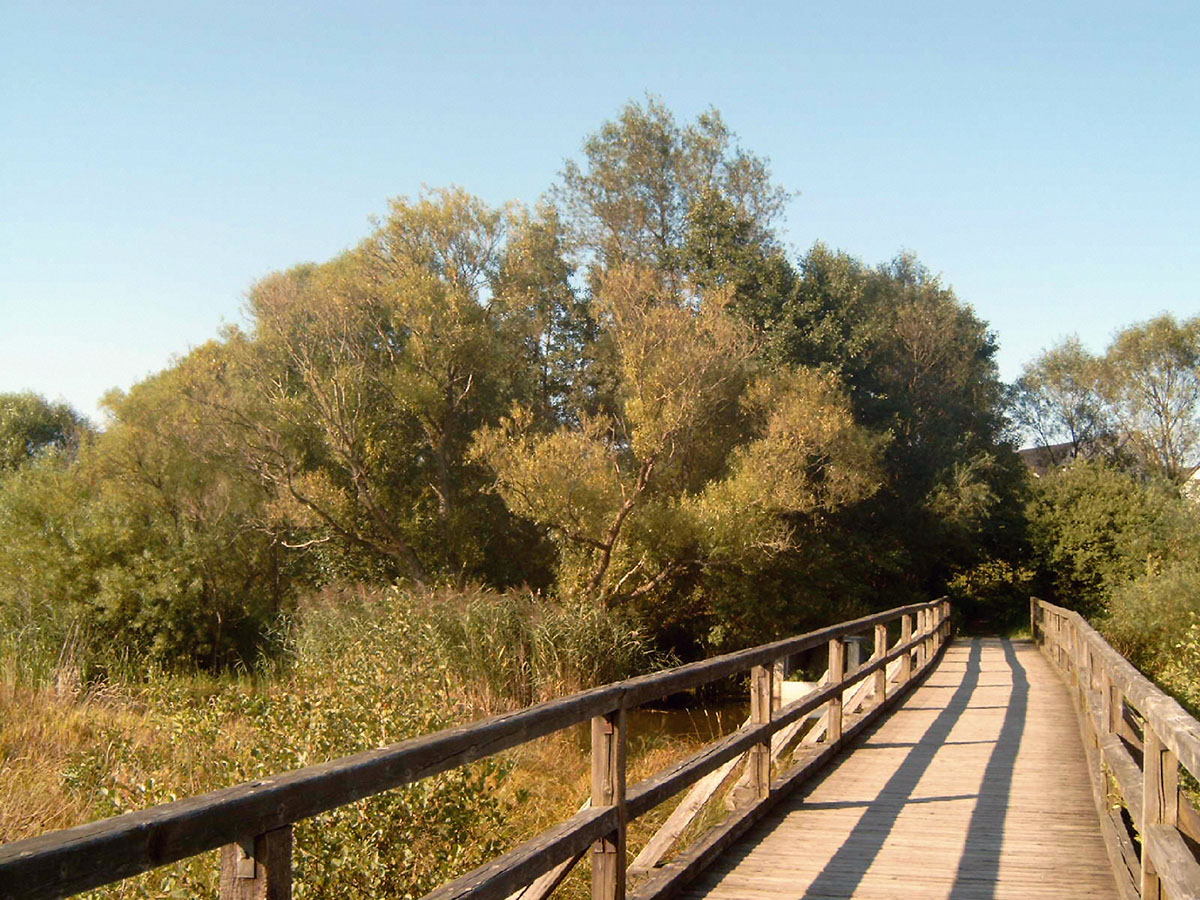
Weiherbrücke ("cầu qua hồ") Dreifelden